# ロックマン6 史上最大の戦い!!
『ロックマン6 史上最大の戦い!!』（ロックマンシックス しじょうさいだいのたたかい!!、ROCKMAN 6）は、カプコンから1993年11月5日に発売されたファミリーコンピュータ専用のアクションゲーム。ファミリーコンピュータ用ソフトとしては最終作となる。後にプレイステーションや携帯アプリに移植された。

## 概要
シリーズ恒例のボスキャラクターの募集が日本国外からも行われ、全世界で20万通以上の応募があった。敵キャラクターなどのデザインも「世界を舞台に」というテーマで行われている。
ステージは、8つの選択ステージとMr.Xステージ（4ステージ）、ワイリーステージ（4ステージ）の計16ステージから構成される。なおボスキャラはアルファベット順にナンバリングされており、ステージスタート時のボスキャラ紹介では全身とキャラクター名のほかステータスも表示される。今作ではボス部屋が2つ存在するステージがある。
隠しアイテムとして通常時に武器エネルギー回復アイテムをとると残存エネルギーの少ないものから順に回復してくれる「エネルギーバランサー」が登場した。
通常武器も「スーパーロックバスター」から「ハイパーロックバスター」へ変更されたが、チャージ弾の大きさは『5』の頃と比べると若干小さい。また本作のみ最大チャージしても発射音が単発と同じである。（iアプリ版およびスマホアプリ版では専用の発射音が用意されている）
本作発売の1ヶ月後にスーパーファミコンで『ロックマンX』が発売された。

## ストーリー
度重なるDr.ワイリーの世界征服計画に対抗すべく、X財団をはじめとして、平和を目的とした世界ロボット連盟が発足。数々の対ワイリー戦闘ロボットが製作され、その中で特に優れた8体のロボットが集結。X財団主催のもと、ナンバーワンを決めるロボット選手権が開催された。ところがX財団総帥のMr.Xが8体のロボットすべてを奪い、それらを用いて世界征服に乗り出した。
Mr.Xの野望を食い止めるためロックマンの戦いが始まる。

## 登場キャラクター

### メインキャラクター
DRN.001 ロックマン（Rockman）

DRN.000 ブルース（Blues）
トマホークマンステージのみ登場。エネルギーバランサーをロックマンに与える。

Dr.ライト（Dr.Right）
PlayStation版ナビモードにのみ登場。

Mr.X（ミスターエックス）
X財団総帥であり、ロボット選手権の主催者だが、その実体はワイリーを裏で操る影の支配者だという。「もはやDr.ワイリーを操る必要も無い」と優秀な8体のロボットを従えてロックマンに勝負を挑む。実はワイリーが変装した姿。

Dr.ワイリー（Dr.Wily）
Mr.Xの正体。Xクラッシャー撃破後に姿を現す。

### ボスキャラクター

#### 主なボス
本作ではボス決定時のデモで各ボスのデータが併記される。本作ではボス登場時に画面が光る演出があるが、戦闘開始前に特定のポーズを取らない。
DWN.041 ブリザードマン（Blizzardman）
身長：163cm / 体重：167kg / 攻撃力：88 / 防御力：42 / 機動力：113 / 出現地：フローズンアイランド
長所：解説上手 / 短所：荒れやすい / 好き：スキー / 嫌い：スノーボード
雪だるま型南極観測用ロボット。世界選手権のために戦闘用に改造された。気象観測装置を特殊武器「ブリザードアタック」を作り出す人工雪発生装置に改造されている。かつてウィンタースポーツの名手で、冬季ロボット五輪では金メダルを連続で取るほどの実力者だった。天気キャスターをしていた過去を持つ。動力源は太陽光。体は雪で出来ているため、熱に弱く溶けてしまう。
原案ハガキでの名前はシュプールマン。

DWN.042 ケンタウロスマン（Centaurman）
身長：155cm / 体重：172kg / 攻撃力：35 / 防御力：47 / 機動力：205 / 出現地：エンシャントシティ
長所：思い切りがいい / 短所：後悔が多い / 好き：ギャンブル / 嫌い：鞭
ギリシャ神話に登場するケンタウロスがモデルとしたロボット。古代博物館の人気者だったが、博物館を立て直すべくロボット選手権に出場した。能力は未知数で、当初能力は公表されていなかった。テレポート能力を持ち、瞬時に別の場所へ移動できる。
フラッシュマンの「タイムストッパー」やブライトマンの「フラッシュストッパー」の技術を応用し、時間のみならず空間をも引き伸ばし周囲の敵の動きを止める「ケンタウロスフラッシュ」が特殊武器。しかし、エネルギーの消費が激しいのが欠点。動力源は乾電池。歩く際に独特の音がする。
池原しげとの漫画版では、ナイトマンと恋仲の女性ロボットという設定であり金髪のロングヘアーがある。
原案ハガキでの名前はケンタマン。ケンタウロスはアルファベット表記ではCentaurus（ラテン語）だが、作中では英語表記のCentaur（センタウル）となっている。

DWN.043 フレイムマン（Flameman）
身長：155cm / 体重：98kg / 攻撃力：84 / 防御力：93 / 機動力：88 / 出現地：オイルフィールド
長所：時間に正確 / 短所：注文が多い / 好き：ヒゲの手入れ / 嫌い：安物のオイル
頭にターバンを巻いている旧式の火力発電型ロボットだが、太陽光発電型以上の性能と安定性を持つ。発電によるエネルギーは大きな工場の電力を一人で賄えるほど。体内の発電用火力を武器として外部に放出する「フレイムブラスト」が特殊武器。1日3回、決まった時間にオイル交換を行う。自分が火力発電であることにコンプレックスがあるらしい。一方で、「新型のソーラーエネルギーロボットはなまっちょろくていかん」と思っている。原案ハガキではベストが体の模様になっている以外はほとんど変更点がない。
『ロックマン10 宇宙からの脅威!!』では、過去のシリーズに登場したボスロボットたちの能力をコピーしたボス・ウェポンアーカイブのコアの一体として登場。

DWN.044 ナイトマン（Knightman）
身長：158cm / 体重：146kg / 攻撃力：121 / 防御力：204 / 機動力：60 / 出現地：キャピタル・オブ・サイエンス
長所：騎士道精神 / 短所：融通がきかない / 好き：名誉 / 嫌い：汚い戦法
中世の騎士をモデルに造られた戦闘用ロボット。決闘で倒した敵は1000体を越える。攻撃力と防御力を重視した設計であり、左腕に棘付き鉄球「ナイトクラッシャー」、右腕に盾を装備している。しかし逆に重くなりすぎて機動力がやや欠けている。盾による防御はほぼ完璧だが、弱点武器だけは盾を貫通してダメージを与えることが可能。騎士に相応しく正々堂々たる勝負を望む。
池原しげとの漫画版ではケンタウロスマンとは恋仲であった。
このキャラクターは、海外からの投稿作品によるもので、原案ハガキでは盾を持っていない。

DWN.045 プラントマン（Plantman）
身長：143cm / 体重：111kg / 攻撃力：42 / 防御力：42 / 機動力：98 / 出現地：フォゴットンエリア
長所：繊細 / 短所：落ち込みやすい / 好き：日光浴 / 嫌い：蜜蜂
かつては植物園の植物管理するマスコットロボットだった。その後迷彩塗装を施され戦闘用に改造されたた。植物とは意思疎通ができるため、花を踏まれると激怒する。花弁形の圧縮エネルギーで攻撃を跳ね返す「プラントバリア」が特殊武器。自然環境の急激な変化、特に寒さに弱い。南米出身らしい。
原案ハガキでの名前はフラワーマン。

DWN.046 トマホークマン（Tomahawkman）
身長：177cm / 体重：87kg / 攻撃力：157 / 防御力：71 / 機動力：149 / 出現地：レストリクテッドエリア
長所：勇気がある / 短所：排他的 / 好き：乗馬 / 嫌い：ウソ
戦闘目的に開発されたロボットで、ネイティブ・アメリカンの戦士がモデル。死をも恐れぬ勇猛な性格の持ち主。高い攻撃力を誇り、右手に装備された100メートル先のろうそくの火を消せる斧・特殊武器「シルバートマホーク」と、その死角を補う羽飾りが武器。斧は射出攻撃（投げ斧）に特化しているため、接近戦は苦手。
原案ハガキでの名前はジェロニモマンで、トマホークは腕に装着型ではなく握っている。

DWN.047 ウインドマン（Windman）
身長：169cm / 体重：173kg / 攻撃力：66 / 防御力：129 / 機動力：51 / 出現地：メカニカルタワー
長所：料理が上手い / 短所：自転車に乗れない / 好き：カンフー / 嫌い：漢方薬
農業用ロボットで、かつては大地に風を送り収穫物を増やす仕事をしていた。『2』に登場したエアーマンのノウハウを利用して作られているため、人型をしているがエアーマンタイプのボディを持つ。プロペラ動力とジェット動力を併用して風を操り、風速200メートルの風をも起こす威力がある。また、自らも風力エネルギーで動いている。足の裏のホバーを用いることにより、見た目に反して高速飛行が可能。特殊武器「ウインドストーム」は突風を発射する武器。同じタイプのボディから作られたエアーマンをライバル視している。ラーメンの丼のような頭をしている。
出身国は不明だが、有賀ヒトシの漫画版では中国製ロボットとされている。

DWN.048 ヤマトマン（Yamatoman）
身長：161cm / 体重：149kg / 攻撃力：199 / 防御力：185 / 機動力：31 / 出現地：インプレナグルフォートレス
長所：大和魂 / 短所：お金に弱い / 好き：日本刀 / 嫌い：英語
全身を武者の鎧で包まれ、日本の武士をモデルに作られた戦闘用ロボット。同じ鎧型のナイトマンとは対照的に機動力を重視しており、一見重そうだが、極限まで軽量化されているため見た目よりも装甲が薄い。特殊武器「ヤマトスピア」は槍の穂先を飛ばす攻撃だが、穂先のストックがあまり無いため後で回収しなければならない。その上、決まった時間に磨がなくてはならないのが日課。
武士道精神の持ち主で、正々堂々とした戦い方を好むナイトマンを尊敬している。
原案ハガキでの名称は「武者マン」であった。投稿者によれば、デザインモチーフは『ファイナルファイト』のソドム。誌面での「ワイリーからの一言」では「兜のW型の飾り（鍬形）がワイリーナンバーズをアピールしていて気に入ったわい」と評価されている。フレイムマン同様ほとんど原案ハガキそのままのデザインで採用されている。

#### その他のボスキャラクター
ラウンダーII（Rounder II）
エックスステージ1のボス。前作に登場したラウンダーを大幅改良したもの。重くなって飛行できなくなったので、二体一組でレール上を高速移動し、体当たりを仕掛けてくる。横からの攻撃は一切通用せず、ある特殊武器のみダメージを与えられる。

パワーピストン（Power Piston）
エックスステージ2のボス。巨大なピストン型のメカ。壁に張り付いており、そこを叩くことで地震を起こし、天井を崩して、落下物による攻撃を行って、侵入者を部屋ごと押しつぶそうとする。本体からも弾を撃つ。防御力はあまり高くない。

メットンガーZ（Mettenger Z）
エックスステージ3のボス。コクピットを除き、超合金の装甲に覆われたロボット戦車。絶えずエネルギー弾を発射する。操縦者はメットール。

Xクラッシャー（X Crasher）
エックスステージ4のボス。Mr.Xが操縦する鉄球型のメカ。振り子のように動き、体当たりによって敵を押しつぶす。左右に床を走らせるエネルギー弾を発射する。あまりに揺れが激しいため、乗っているMr.X自身も乗り物酔いになるとされる。

メカザウルス（Mecha Zaurus）
ワイリーステージ1のボス。ワイリーが恐竜図鑑を見て製作した恐竜型ロボット。口からは火炎、腹部からは円盤を飛ばして攻撃する。装甲は厚く、一部の弱点しか攻撃が通用しない。円盤はロックマンにとっての足場にもなる他、一部の攻撃により跳ね返して敵自身にぶつけることも可能。
パワーロックマンのチャージパンチで円盤を跳ね返せる。

タンクCS-II型（Tank CS-II）
ワイリーステージ2のボス。対ロックマン専用に作られた、キャタピラではなくタイヤによって駆動する戦車型ロボット。絶えず弾を発射しながら敵の攻撃を感知する能力を持ち、その際はすかさず爆弾で反撃を行う。

ワイリーマシン6号（Wily Machine 6）
最終ステージのボス。前作に登場したワイリープレスをベースにした対ロックマン戦用兵器。プレス部分が強化されたほか、エネルギー弾による攻撃も可能となっている。しかし、エネルギー弾発射時に移動が出来ないという欠点がある。第一形態からドクロが破壊された第二形態に変形。更に破壊されると脱出装置として第三形態のワイリーカプセルが機能し、ワイリーマシン敗北時にはこれによって戦う。
池原しげとの漫画版ではワイリーカプセルは起動しなかった。シリーズ通してどこに攻撃してもダメージを与えられるワイリーマシーンはこの作品だけである。

## 特殊武器
ブリザードアタック（B.ATTACK） - ブリザードマンを撃破 - 消費エネルギー（3）
大気中の水蒸気を結晶させた氷弾をロックマンの背後に出現させ、正面に2発と斜め上下方向にそれぞれ1発ずつ、計4発同時に発射する。攻撃範囲は広いが、燃費の割に威力は低い。特定の敵を破壊できる。

ケンタウロスフラッシュ（C.FLASH） - ケンタウロスマンを撃破 - 消費エネルギー（4）
画面全体攻撃。空間をねじ曲げ、高周波のエネルギーを発生させる。弱点ボスを除き、基本的にボス級の敵には無効となっている。発動時に背景が点滅する。池原しげとの漫画版では、『ロックマン4』のフラッシュストッパーのように敵の動きを止めて攻撃する（ケンタウロスマンが使用する場合はこの仕様である）。

フレイムブラスト（F.BLAST） - フレイムマンを撃破 - 消費エネルギー（1）
下方向にエネルギーを圧縮した高熱火炎弾を発射する。着弾すると火柱に変化して一定時間燃え続ける。壁に着弾した場合は横方向に火柱が伸びる。特定の氷柱を溶かすことが出来る。射程は短く攻撃判定も小さいが、威力が非常に高く連射も可能。フレイムマンとは異なり、火柱で敵弾をかき消すことはできない。
『大乱闘スマッシュブラザーズ for Nintendo 3DS/Wii U』では、ロックマンの下スマッシュ攻撃として登場するが、両腕をロックバスターに切り替えて、火柱を起こすというものになっている（フレイムマン自身が使う物の挙動に近い）。また、両腕をロックバスターに変形するとオーバーヒートしてしまうため、煙を出して廃熱処理をする。

ナイトクラッシャー（KNIGHT.C） - ナイトマンを撃破 - 消費エネルギー（1）
楕円状に飛ぶトゲ付き鉄球を発射する。2連射まで可能。一定距離飛ぶと手元に戻ってくる。方向キー入力で正面・斜め上下の3方向に撃ち分け可能。

プラントバリア（PLANT.B） - プラントマンを撃破 - 消費エネルギー（4）
4枚の花弁形圧縮エネルギーをロックマンの周囲で回転させるバリア系の武器。一部の敵弾をかき消すことが可能。敵または敵弾に1度接触すると消滅する。敵がガード状態の場合は、接触しても消滅しない。プラントマンは花弁を前方に発射してくるが、ロックマンは発射不可（『4』のスカルバリアーと同様の仕様。ただし池原しげとの漫画版では、ロックマンも発射が可能となっている）。歴代のバリア系武器としては使い勝手はあまり良くないものの、威力は非常に高く、ほとんどのザコ敵を一撃で倒せる。
『大乱闘スマッシュブラザーズ for Nintendo 3DS/Wii U』では、ロックマンの下必殺ワザのカスタマイズの一つとして登場する。

シルバートマホーク（SILVER.T） - トマホークマンを撃破 - 消費エネルギー（1）
高速回転する斧を発射する。僅かに沈み込んだ後、逆放物線状に飛んでいくという独特の軌道を描くため命中させるには工夫が必要だが、威力は高く2連射まで可能。

ウインドストーム（W.STORM） - ウインドマンを撃破 - 消費エネルギー（1）
地形に沿って進む、空気を圧縮して作り出した竜巻を発射する。壁に当たると消滅する。3連射まで可能。これによって敵を倒した場合、敵はその場で垂直に画面上外まで飛び去っていく。その性質上敵からアイテムを得ることができない。

ヤマトスピア（Y.SPEAR） - ヤマトマンを撃破 - 消費エネルギー（1）
槍の穂先を発射する。連射力と貫通力に優れ、ガード状態の敵にもダメージを与えることができる。連射系の武器としては消費エネルギーが多め。なお、1発ごとに弾の高度が若干上向き→下向き→上向き…と切り替わる。

### その他の特殊武器
ビート（BEAT） - ビートプレート4枚を集める - 消費エネルギー（-）
敵に向かって体当たり攻撃をするサポートロボット。前作とは異なり、ボス級の敵には体当たりしなくなったが、基本的に倒せる敵はどんな敵でも一撃で倒せる。なお、敵の耐久力によってエネルギーの消費量が変化する。

パワーロックマン（POW） - フレイムマンを撃破
ラッシュと合体し、強化された腕部で強力な拳撃が可能になる。攻撃力を重視した性能を発揮するが、その反面攻撃射程はノーマルショットでも画面横半分までと短くなり、チャージショットではさらに短くなる。また、スライディングも使用不可になる。合体中は体力ゲージの隣に出力メーターが表示され、チャージ状態に応じてメーターも増減する。最大チャージで特定のブロックを破壊でき、敵を押し返すことも可能。出力が高いので、通常攻撃を弾く敵のガードを無視してダメージを与えることも可能。画面スクロール時にタイミングよくパンチを放てば、スクロール時にパンチを連発した動きをする。

ジェットロックマン（JET） - プラントマンを撃破
ラッシュと合体し、ジェット飛行装置を背負う姿になる。スライディングとチャージショットが使用不可になるが、空中でBボタンを押し続けることで上昇や落下速度の減速・再浮上が可能になる。合体中は体力ゲージの隣にエネルギーゲージが表示され、浮上している間は徐々にエネルギーを消費し、エネルギーが切れるまで継続可能。消費したエネルギーは着地するか、梯子に掴まることで徐々に回復する。

エネルギーバランサー - 特定ステージでアイテムを入手
現在装備している特殊武器のエネルギーが満タンの時（基本形態やパワー、ジェットの場合を含む）にエネルギーカプセルを取ると、自動的に残エネルギーの少ない特殊武器のエネルギーを回復してくれる装置。装備の必要はなく、一度獲得すると自動で使用される。

## 他機種版
| No. | タイトル                             | 発売日         | 対応機種                                            | 開発元                  | 発売元   | メディア                             | 型式 | 売上本数 | 備考                                                 |
| --- | ------------------------------------ | -------------- | --------------------------------------------------- | ----------------------- | -------- | ------------------------------------ | ---- | -------- | ---------------------------------------------------- |
| 1   | ロックマン6 史上最大の戦い! !        | 1999年12月9日  | PlayStation                                         | エルステッド インテック | カプコン | CD-ROM                               | -    | -        |                                                      |
| 2   | ロックマン6 史上最大の戦い! !        | 2003年6月26日  | PlayStation                                         | エルステッド インテック | カプコン | CD-ROM (PS one Books)                | -    | -        | 廉価版                                               |
| 3   | Mega Man Anniversary Collection      | 2004年6月23日  | PlayStation 2 ニンテンドー ゲームキューブ           | Atomic Planet           | カプコン | DVD-ROM 8センチ光ディスク            | -    | -        | 他シリーズの9作品との合同収録作。PlayStation版を収録 |
| 4   | Mega Man Anniversary Collection      | 2005年3月15日  | Xbox                                                | Atomic Planet           | カプコン | DVD-ROM                              | -    | -        | 他シリーズの9作品との合同収録作。PlayStation版を収録 |
| 5   | ロックマン6 史上最大の戦い! !        | 2007年10月1日  | iアプリ                                             | カプコン                | カプコン | ダウンロード                         | -    | -        |                                                      |
| 6   | ロックマン6 史上最大の戦い! !        | 2012年12月12日 | ニンテンドー3DS                                     | カプコン                | カプコン | ダウンロード (バーチャルコンソール)  | -    | -        |                                                      |
| 7   | ロックマン6 史上最大の戦い! !        | 2013年2月27日  | PlayStation 3 PlayStation Portable PlayStation Vita | エルステッド インテック | カプコン | ダウンロード (ゲームアーカイブス)    | -    | -        | PlayStation版の移植                                  |
| 8   | ロックマン6 史上最大の戦い! !        | 2014年5月14日  | Wii U                                               | カプコン                | カプコン | ダウンロード (バーチャルコンソール)  | -    | -        |                                                      |
| 9   | ロックマン クラシックス コレクション | 2016年2月25日  | ニンテンドー3DS                                     | Digital Eclipse         | カプコン | 3DSカード                            | -    | -        | 他シリーズの5作品との合同収録作                      |
| 10  | ロックマン クラシックス コレクション | 2016年5月26日  | PlayStation 4 Xbox One Steam                        | Digital Eclipse         | カプコン | ダウンロード                         | -    | -        | 他シリーズの5作品との合同収録作                      |
| 11  | ロックマン クラシックス コレクション | 2018年5月24日  | Nintendo Switch                                     | Digital Eclipse         | カプコン | Switch専用ゲームカード・ダウンロード | -    | -        | 他シリーズの5作品との合同収録作                      |

## 攻略本
- 覇王ゲームスペシャル2 ロックマン6 - 講談社、1993年12月14日、ISBN 4-06-329202-9
- ファミリーコンピュータ完璧攻略シリーズ121 ロックマン6 史上最大の戦い!!必勝攻略法 - 双葉社、1994年1月20日、ISBN 4-575-28277-4
- ロックマン4・5・6 公式ガイドブック - アスペクト、2000年1月7日、ISBN 4-7572-0648-8

## その他
- シリーズの中では唯一、この作品には次回作（『ロックマン7』）に続く意味で『TO BE CONTINUED』と完結していないことを告知している。
- 『ロックマン』・『ロックマン4』と同じく、8ボスを撃破している状態でもボス決定デモが発生する。また、ステージセレクトの中心にロックマンが表示されている状態で、そこにカーソルを合わせて決定しようとするとエラー音が鳴る。
- ボス部屋が2つ存在するステージでは、パワーもしくはジェットを駆使しないと進めないボス部屋のルートがある。通常ルートのボスを撃破しても、もう一方の部屋（BEATプレートが得られる）に進んだ際再び対決する仕様になっている。なお、初めからBEATプレートを持っているボス側のルートでクリアすると再戦は起こらない。